# Virginia International Raceway
Der Virginia International Raceway (kurz VIR) ist eine Rennstrecke bei Alton, 10 Kilometer östlich von Danville, Virginia. Die bis zu 6,7 km lange Strecke mit angeschlossenem Motorsportpark befindet sich weniger als 800 Meter von der Grenze zu North Carolina entfernt an einer Flussschleife des Dan Rivers.

## Geschichte
Eröffnet wurde der heute 3,27 Meilen lange Kurs im August 1957. Der Kurs kann auch in drei weiteren kürzeren Varianten genutzt werden. Nach seiner Eröffnung fanden mehrheitlich Veranstaltungen des SCCA, des amerikanischen Sportwagen-Clubs, statt. So startete schon in ihrer Debütsaison 1966 die vom SCCA initiierte und populäre Trans-Am-Serie auf dem VIR.
Seit der Eröffnung im Jahr 1957 ist die Rennstrecke, mit Unterbrechungen, alljährlich Austragungsort eines Sportwagenrennens. Die heute als Oak Tree Grand Prix bekannte Veranstaltung war von 2002 bis 2011 Teil der Rolex Sports Car Series, wechselte dann 2012 und 2013 zur American Le Mans Series und ist seit 2014 Bestandteil des United SportsCar Championship.

## Streckenbeschreibung

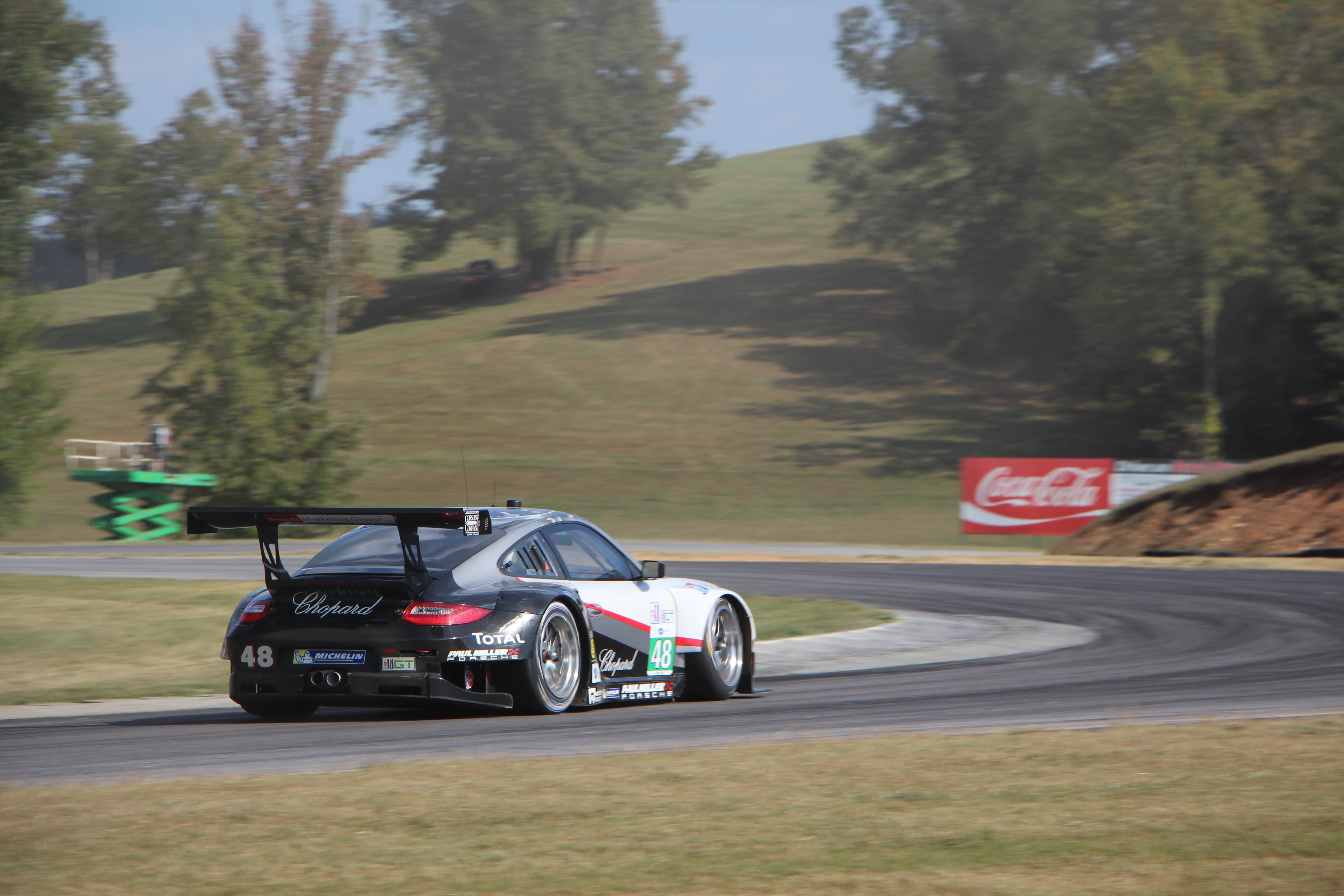
Oak Tree GP 2013 auf dem Virginia International Raceway

Die Strecke weist insgesamt 6 mögliche Streckenkonfigurationen von bis zu maximal 6,7 km Gesamtlänge auf von denen 2 Kombinationen (Full Course und Patriot Course oder North und South Course) parallel genutzt werden können.
Auf dem Gelände des Motorsportparks befinden sich auch eine Kartbahn und 2 Motocross-Strecken.

## Streckenkonfigurationen

Alle Varianten
North Course
South Course
Patriot Course
Grand East Course
Grand West Course

## Veranstaltungen

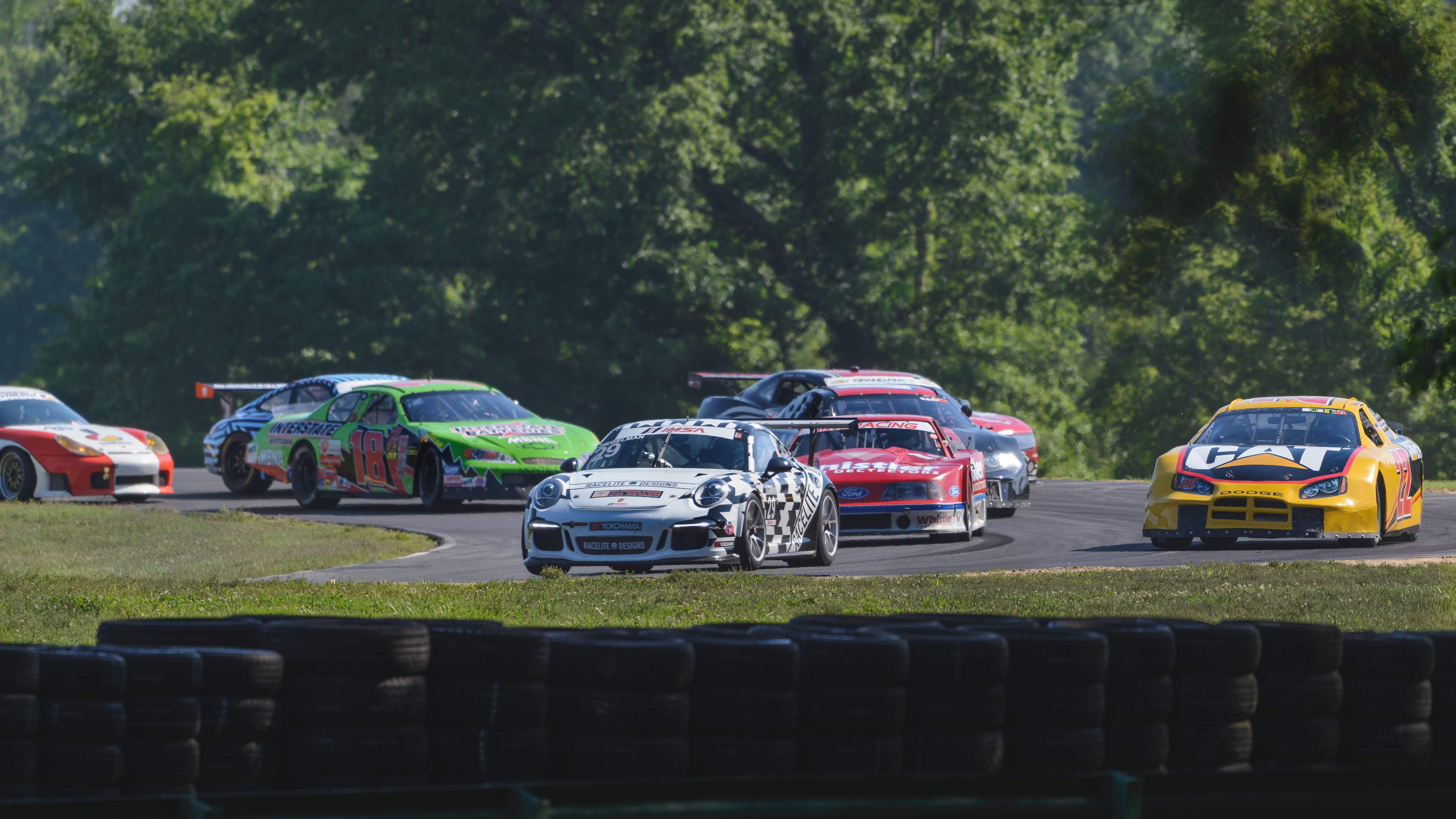
Historic Sportscar Racing Event 2017 am Virginia International Raceway.

Auf dem VIR finden vornehmlich Veranstaltungen für Amateure, aber auch professionelle Rennveranstaltungen auf Automobilen und Motorrädern statt. Auch für Rennschulungen, Clubtage und private Tests kann der Kurs gemietet werden. Zu den wichtigsten Rennen der heutigen Jahre zählen die IMSA WeatherTech SportsCar Championship und die AMA Superbike Championship.
Die heute als Oak Tree Grand Prix bekannte Veranstaltung war von 2002 bis 2011 Teil der Rolex Sports Car Series, wechselte dann 2012 und 2013 zur American Le Mans Series und ist seit 2014 Bestandteil der vormals als United SportsCar Championship firmierenden IMSA-Sportwagenserie.

## Sonstiges

### Medien
Die Rennstrecke ist als herunterladbarer Inhalt für das Rennspiel Forza Motorsport 6 erhältlich. Sie ist als Moddingcontent für die Rennsimulationen Assetto Corsa und rFactor 2 verfügbar.

### Unfälle
Im Verlauf der Streckengeschichte kamen 4 Piloten auf dem Kurs ums Leben.

### Oak Tree Corner
Die Haarnadelkurve an Turn 12 des Full Course führte über Jahrzehnte um einen alten Eichenbaum herum, dessen Äste bis über die Strecke herausragten. Dieser kollabierte im Juli 2013 nach einem Sturmschaden. Seitdem erinnert nur noch der Name der Kurve an den Baum.